# Oxystegus cuspidatus
Oxystegus cuspidatus là một loài Rêu trong họ Pottiaceae. Loài này được (Dozy & Molk.) P.C. Chen mô tả khoa học đầu tiên năm 1941.